# محمد أبو عمارة
محمد جمال أبو عمارة، يحمل شهادة الهندسة ويعمل مساعد الأمين للخدمات المركزية بأمانة جدة الكبرى، ورئيس نادي الاتحاد السعودي السابق وعضو شرفه حاليا.
خلال فترة رئاسته حصل نادي الاتحاد على أول درع لدوري المحترفين في السعودية، ويعتبر النادي في رئاسته من أكثر تطورًا وأكثر قوة على مستوى العديد من الفرق التابعة له بالعديد من الرياضات المختلفة. يعتبر موسم 08-09م آخر موسم له مع النادي كما ذكر ولا شيء رسمي حتى الآن. لديه اربع بنات وولدين، ويلقب بالذئب وهو كان أحد المشتبه بهم في كارثة سيول جدة اواخر العام 2009 ولكن أبوعماره حصل على البرائه الكاملة من الاتهامات التي كانت موجها عليه .يذكر ان هناك مخالفات على مجلس ادارته خلال رئاسته لنادي الاتحاد موسم2007-2008 وهذه المخالفات من اسباب تضخم ديون النادي